# Temperatura di saturazione adiabatica
La temperatura di saturazione adiabatica è una proprietà termodinamica dell'aria umida. Essa corrisponde alla temperatura raggiungibile da una miscela liquido-vapore nel caso in cui si giunga alle condizioni di saturazione attraversando una trasformazione adiabatica.
Essa è determinata tramite un apparecchio detto "saturatore adiabatico", che satura una massa di aria umida senza scambi di calore con l'esterno. Il saturatore è costituito da un corpo scatolare opportunamente coibentato, all'interno del quale l'aria immessa è umidificata tramite nebulizzazione di acqua.
La temperatura misurata all'uscita dell'apparecchio è la “temperatura di saturazione adiabatica“: essa risulta inferiore a quella iniziale, poiché l'acqua che evapora sottrae calore, e tuttavia superiore alla temperatura di rugiada, in quanto la stessa evaporazione innalza la pressione parziale del vapore acqueo.

## Determinazione della temperatura di saturazione adiabatica
Consideriamo il sistema termodinamico costituito dal saturatore adiabatico, che inizialmente si trova a pressione P e temperatura T. Dentro il saturatore adiabatico viene disposto un contenitore con dell'acqua liquida, circondata dalla miscela vapore d'acqua-aria.
Chiamiamo con a l'acqua (sia in fase liquida sia in fase vapore) e con b l'aria, e supponiamo che la quantità di aria contenuta nel saturatore adiabatico sia pari a 1 kmol.
Se l'aria non è satura, dopo un certo tempo parte dell'acqua nel contenitore sarà evaporata, modificando la temperatura del sistema e il contenuto di vapore d'acqua nella miscela gassosa, finché l'aria non viene saturata. Siccome il sistema è adiabatico, l'entalpia del sistema si conserva, quindi il bilancio entalpico tra l'istante iniziale e l'istante finale (cioè a saturazione) si scrive:
{\displaystyle H_{1}=H_{2}}
ovvero:
{\displaystyle c_{p,L}(T-T_{sa})+y\lambda _{sa}=y_{sa}\lambda _{sa}}
in cui:
- {\displaystyle H_{1}} è l'entalpia all'istante iniziale, cioè quando la miscela aria-vapore d'acqua viene a contatto con l'acqua liquida
- {\displaystyle H_{2}} è l'entalpia all'istante finale, cioè quando la miscela aria-vapore ha raggiunto l'equilibrio con l'acqua liquida
- {\displaystyle c_{p,L}} è il calore specifico dell'acqua liquida
- {\displaystyle T} è la temperatura iniziale del sistema
- {\displaystyle T_{sa}} è la temperatura a saturazione del sistema, ovvero la temperatura di saturazione adiabatica
- {\displaystyle y} è la frazione molare del vapore d'acqua iniziale nella miscela gassosa
- {\displaystyle y_{sa}} è la frazione molare del vapore d'acqua a saturazione nella miscela gassosa
- {\displaystyle \lambda _{sa}} è il calore latente di evaporazione dell'acqua.

L'equazione si può riscrivere:
{\displaystyle {\frac {y-y_{sa}}{T-T_{sa}}}=-{\frac {c_{p,L}}{\lambda _{sa}}}}

## Temperatura di saturazione adiabatica e temperatura di bulbo umido
L'apparecchio per il calcolo della temperatura di saturazione adiabatica risulta di non facile utilizzo, pertanto si ricorre spesso all'utilizzo di psicrometri, tramite i quali si perviene alla determinazione della temperatura di bulbo bagnato. Questa, a pressione atmosferica e per miscele di aria secca e vapore d'acqua, può essere considerata approssimativamente pari alla temperatura di saturazione adiabatica.
La corrispondenza tra temperatura di saturazione adiabatica e la temperatura di bulbo umido è valida solo nel caso di sistemi acqua-aria.